# Dan Eriksson (politiker)
Dan Erik Eriksson, född 8 april 1956 i Boo församling, Stockholms län, är en svensk före detta politiker (nydemokrat) och riksdagsledamot under mandatperioden 1991–1994 för Stockholms kommuns valkrets. Eriksson var bland annat ledamot och suppleant i bostadsutskottet och finansutskottet. Han var dessutom Ny demokratis ekonomiske talesman.